# Viennotaleyrodes megapapillae
Viennotaleyrodes megapapillae là một loài côn trùng cánh nửa trong họ Aleyrodidae, phân họ Aleyrodinae.
Viennotaleyrodes megapapillae được Singh miêu tả khoa học đầu tiên năm 1932.